# Diagrama TAS
O diagrama TAS, por extenso diagrama Total-Alcali vs. Sílica, é um sistema de classificação das rochas eruptivas utilizado para identificar muitos tipos comuns de rochas vulcânicas, baseado na comparação do teor ponderal (%) total dos óxidos de sódio e potássio (os alcalis totais: Na2O + K2O) com o teor ponderal (%) de sílica (SiO2). O diagrama foi criado por Mike le Bas, sendo em geral construído sobre um gráfico ortogonal de forma que a percentagem em peso de Na2O + K2O apareça no eixo Y (vertical) e a de SiO2 no eixo X (horizontal).

## Odiagrama TAS

Diagrama TAS numa versão baseada nas coordenadas fornecidas por Le Maitre et al. (2002).

A nomenclatura apresentada abaixo para os campos do diagrama TAS é derivada de Le Maitre et al. (2002).
B (Basalto) (a subdividir usando a mineralogia normativa correspondente)
O1 (Andesito basáltico)
O2 (Andesito)
O3 (Dacito)
R (Riolito)
T (Traquito ou traquidacito) (consoante a mineralogia normativa correspondente)
Ph (Fonólito)
S1 (Traquibasalto) *As variantes sódica e potássica são o hawaiito e o traquibasalto potássico
S2 (Traquiandesito basáltico) *As variantes sódica e potássica são o mugearito e o shoshonito
S3 (Traquiandesito) *As variantes sódica e potássica são o benmoreíto e o latito
Pc (Picrobasalto)
U1 (Basanito ou Tefrito) (consoante a mineralogia normativa correspondente)
U2 (Fonotefrito)
U3 (Tefrifonolito)
F (Foídito) (a denominar quando possível consoante o feldspatóide dominante. Os melilititos também correspondem a esta área, podendo ser distinguidos por critérios químicos adicionais.)
- O termo sódico quando usado na acepção acima significa que Na2O - 2 é maior que K2O, e potássico que Na2O - 2 é menor que K2O. Contudo, outras designações são frequentemente utilizadas para rochas particularmente ricas em sódio ou potássio (como as rochas ígneas ultrapotássicas).